# Guy Trosper
Guy W. Trosper (* 27. März 1911 in Lander, Wyoming; † 19. Dezember 1963 in Los Angeles, Kalifornien) war ein US-amerikanischer Drehbuchautor und Filmproduzent, der einmal posthum mit dem Edgar Allan Poe Award ausgezeichnet und einmal für den Oscar für die beste Originalgeschichte sowie dreimal für den von der Writers Guild of America (WGA) vergebenen Preis für das beste Drehbuch nominiert war.

## Leben
Trosper begann seine Laufbahn als Drehbuchautor in der Filmwirtschaft Hollywoods 1941 bei dem von Robert B. Sinclair inszenierten Filmdrama I’ll Wait For You mit Robert Sterling, Marsha Hunt und Virginia Weidler in den Hauptrollen. Er verfasste die Drehbücher und Vorlagen von zwanzig Filmen.
1951 war Trosper erstmals für den Writers Guild of America Award (WGA Award) dad beste Western-Drehbuch nominiert, und zwar für Fluch des Blutes (Devil’s Doorway, 1950) von Anthony Mann mit Robert Taylor, Louis Calhern und Paula Raymond.
Bei der Oscarverleihung 1953 wurde er für den Oscar für die beste Originalgeschichte nominiert. Diese Nominierung erfolgte für Der Stolz von St. Louis (The Pride of St. Louis, 1952), eine von Harmon Jones inszenierte Filmbiografie über den Baseballspieler Dizzy Dean mit Dan Dailey, Joanne Dru und Richard Hylton.
1963 wurde Trosper für das Drehbuch zu John Frankenheimers Spielfilm Der Gefangene von Alcatraz (Birdman of Alcatraz, 1962) mit Burt Lancaster, Karl Malden und Thelma Ritter erneut für den WGA Award nominiert, wobei die Nominierung diesmal in der Kategorie für das bestgeschriebene Filmdrama erfolgte. Zugleich war er Produzent dieses Films.
1966 wurde Trosper posthum mit dem Edgar Allan Poe Award ausgezeichnet, und zwar zusammen mit Paul Dehn für den nach dem gleichnamigen Roman von John le Carré entstandenen Der Spion, der aus der Kälte kam (The Spy Who Came In From The Cold, 1965) von Martin Ritt mit Richard Burton, Claire Bloom und Oskar Werner. Für diesen Film wurden er und Paul Dehn darüber hinaus 1966 auch für den WGA Award für das bestgeschriebene Filmdrama nominiert.

## Auszeichnungen
- 1966: Edgar Allan Poe Award für das beste Drehbuch

## Filmografie (Auswahl)
- 1942: Die Spur im Dunkel (Eyes in the Night)
- 1942: The True Glory (Dokumentarfilm)
- 1949: The Stratton Story
- 1950: Fluch des Blutes (Devil's Doorway)
- 1951: Von Gier besessen (Inside Straight)
- 1955: Ein Mann liebt gefährlich (Many Rivers to Cross)
- 1956: Playboy – Marsch, marsch! (The Girl He Left Behind)
- 1957: Jailhouse Rock – Rhythmus hinter Gittern (Jailhouse Rock)
- 1958: Von Panzern überrollt (Darby’s Rangers)
- 1961: Der Besessene (One-Eyed Jacks)
- 1962: Der Gefangene von Alcatraz (Birdman of Alcatraz)
- 1965: Der Spion, der aus der Kälte kam (The Spy Who Came In From The Cold)